# 梅纳尔贡斯
梅纳尔贡斯，是西班牙加泰罗尼亚莱里达省的一个市镇。 总面积20平方公里，总人口819人（2001年），人口密度41人/平方公里。